# Katharina Hauter
Katharina Hauter (* 22. Juni 1983 in Kaiserslautern) ist eine deutsche Schauspielerin.

## Leben
Von 2004 bis 2008 besuchte Katharina Hauter die Bayerische Theaterakademie August Everding. Bereits während ihrer Ausbildung gastierte sie an verschiedenen Münchner Bühnen, an den Kammerspielen, am Metropoltheater und am akademieeigenen Theater. Von 2008 bis 2011 hatte Hauter ein Engagement beim Bayerischen Staatsschauspiel, von 2011 bis 2018 gehörte sie zum Ensemble des Nationaltheaters Mannheim. Seit 2018 ist sie am Staatstheater Stuttgart engagiert.
Bekannte, bislang von Katharina Hauter gespielte Rollen waren die Bertha in der Verschwörung des Fiesco zu Genua von Friedrich Schiller, die Meroe in Heinrich von Kleists Penthesilea, Eve im Zerbrochnen Krug von Kleist, die Warja in Anton Tschechows Kirschgarten,  oder die Gräfin Orsina in Emilia Galotti, von Gotthold Ephraim Lessing. Mit der Schneekönigin nach dem gleichnamigen Märchen von Hans Christian Andersen und Bunny von Jack Thorne stand sie in zwei Solostücken auf der Bühne.
Seit Ende der 2000er-Jahre arbeitet Hauter auch vor der Kamera. Sie spielte unter anderem in der Tatort-Folge Melinda und den Krimiserien SOKO München und SOKO Kitzbühel. Für ihre Rolle der Anna in dem Film Ein Geschenk der Götter erhielt sie 2014 eine Nominierung des Förderpreises Neues Deutsches Kino in der Kategorie „Beste Schauspielerin“.
Katharina Hauter lebt in München und Mannheim.

## Filmografie (Auswahl)
- 2009: Brief an einen Freund (Kurzfilm)
- 2011: Mein Leben im Off
- 2012: SOKO München – Hölle im Kopf
- 2012: Wie es uns gefällt (Kurzfilm)
- 2013: Tatort: Melinda
- 2014: Ein Geschenk der Götter
- 2016: SOKO Kitzbühel – Ein Mords-Spaß
- 2016: Dinky Sinky
- 2016: Dimitrios Schulze
- 2017: Fremde Tochter
- 2018: Die Protokollantin
- 2018: Wackersdorf
- 2018: Tatort: Damian
- 2019: Kommissarin Lucas – Polly
- 2021: Tatort: Was wir erben
- 2021: Die Toten von Salzburg – Vergeltung
- 2022: Strafe – Der Taucher (Fernsehreihe)
- 2023: Polizeiruf 110: Paranoia
- 2023: Die Geschichte einer Familie
- 2023: Neue Geschichten vom Pumuckl : Werkstatt in Gefahr

## Hörspiele
- 2006: Der Affe – Autorin: Katje Reinicke – Regie: Thomas Leutzbach